# ستانلي بيكفورد
ستانلي بيكفورد (بالإنجليزية: Stanley Beckford)‏ هو عازف قيثارة ومغني جامايكي، ولد في 17 فبراير 1942 في أبرشية بورتلاند ‏ في جامايكا، وتوفي في 30 مارس 2007.

## وصلات خارجية
- ستانلي بيكفورد على موقع ميوزك برينز (الإنجليزية)
- ستانلي بيكفورد على موقع ديسكوغز (الإنجليزية)